# Битва при Лавтулах
Битва при Лавтулах — битва між самнітами та римлянами під командуванням Квінта Фабія Максима Рулліана, що відбулась у 315 р. до н. е. під час Другої самнітської війни поблизу Лавтул, недалеко від сучасної Террачини. В ході битви самніти здобули перемогу.

## Передумови
Перша фаза війни закінчилася перемир'ям. Однак римляни напали на м. Сатикулу, яке було союзником самнітів —  в 316 р. до н. е. війна поновилася. Вони осаджували це місто і в наступному році Сатикула здалося. Водночас самніти штурмом взяли Плістику. Також вони впевнили населення Сори вбити римських колоністів, що жили там і заключити союз із самнітами. Тим часом самніти  оголосили мобілізацію і зарахували усіх, хто був призивного віку. З іншої сторони Рим назначив диктатором Квінта Фабія, а кіннотою керував Квінт Авлій. Тіт Лівій зазначає, що римляни осаджували Сору, коли розвідка їм повідомила про наближення самнітської армії. Полководець вирушив на перехоплення ворожого війська і у Лавтул відбулося зіткнення цих двох сил.

## Хід битви
Тіт Лівій повідомляє про дві версії битви. В обох випадках римляни брали в облогу Сору. Коли їхні розвідники сповістили про те, що наближається велика самнітська армія, Квінт Фабій повів римську армію і зустрівся в бою з самнітами поблизу Лавтул, на південь від Понтійських боліт. За першою з версій битва тривала один день і завершилася внічию. За другою — римські воїни здобули перемогу після першого зіткнення. Гай Фабій  прибув із Риму з новим військом, а Квінт Фабій збрехав воїнам, що вороття назад немає. Вони кинулися, як скажені, на супротивників — самніти розбіглися врозтіч і були розбиті. Щоправда, Гаентано де Санктіс не вірить в цю другу битву, обґрунтовуючи свою позицію тим, що в ліпших джерелах вона не відмічена, а тут барвисто розписана. Лівій приписав перемогу диктатору, щоб згладити ганебну поразку. 
Діодор Сицилійський характеризує цю битву як значну поразку римлян. Самніти після захоплення Плістики отримали підкріплення внаслідок чого мали певну перевагу. В ході битви римська армія понесла великі втрати, що вилилося в панічні настрої серед воїнів і, відповідно, відступ. З витривалими самнітами римські новобранці  не змогли зрівнятися — це в тому числі й спричинило їхню поразку. Тільки Квінт Авлій залишився на полі бою і загинув смертю хоробрих, самотужки продовживши боротьбу проти самнітів.

## Наслідки
З однієї сторони, перемога в Лавтульській битві відкрила самнітам дорогу для просування в Лацій, чим вони відразу ж і скористалися, дійшовши до Ардеїв, про що повідомляє Страбон. Самніти, просуваючись вглиб Італії, руйнували міста Кампанії, які підтримували Рим. На додачу до цього прибуття самнітів після перемоги сприяло загальним повстанням і змовам проти Риму, зокрема кампанців, авзонів, апулійської Луцерії, аврунських Мінтурн та Весції. Негативний досвід цієї битви дав зрозуміти римлянам необхідність укріплення контролю над народами, які вони підкорили. З 314 р. до н. е. сенат приймає рішення заселяти стратегічно важливі пункти колоністами для посилення свого впливу. Зокрема 2,5 тис. чол. прибули в Луцерію.
З іншої сторони, поразка римлян в битві при Лавтулах виявилася переломним моментом у ході Другої самнітської війни, оскільки далі самніти не змогли просунутися через вкорінене положення римлян в Північній Апулії. Вже через декілька місяців римлянам вдалося повернути Луцерію і Террачину. В подальшому стратегічна ініціатива перейшла до рук Риму. За думкою Б. Нібура, самніти втратили шанси на перемогу у війні саме після Лавтульської битви.